# Economic Community of West African States Monitoring Group

Karta över medlemsstaterna i ECOMOG 2005 (grönt).

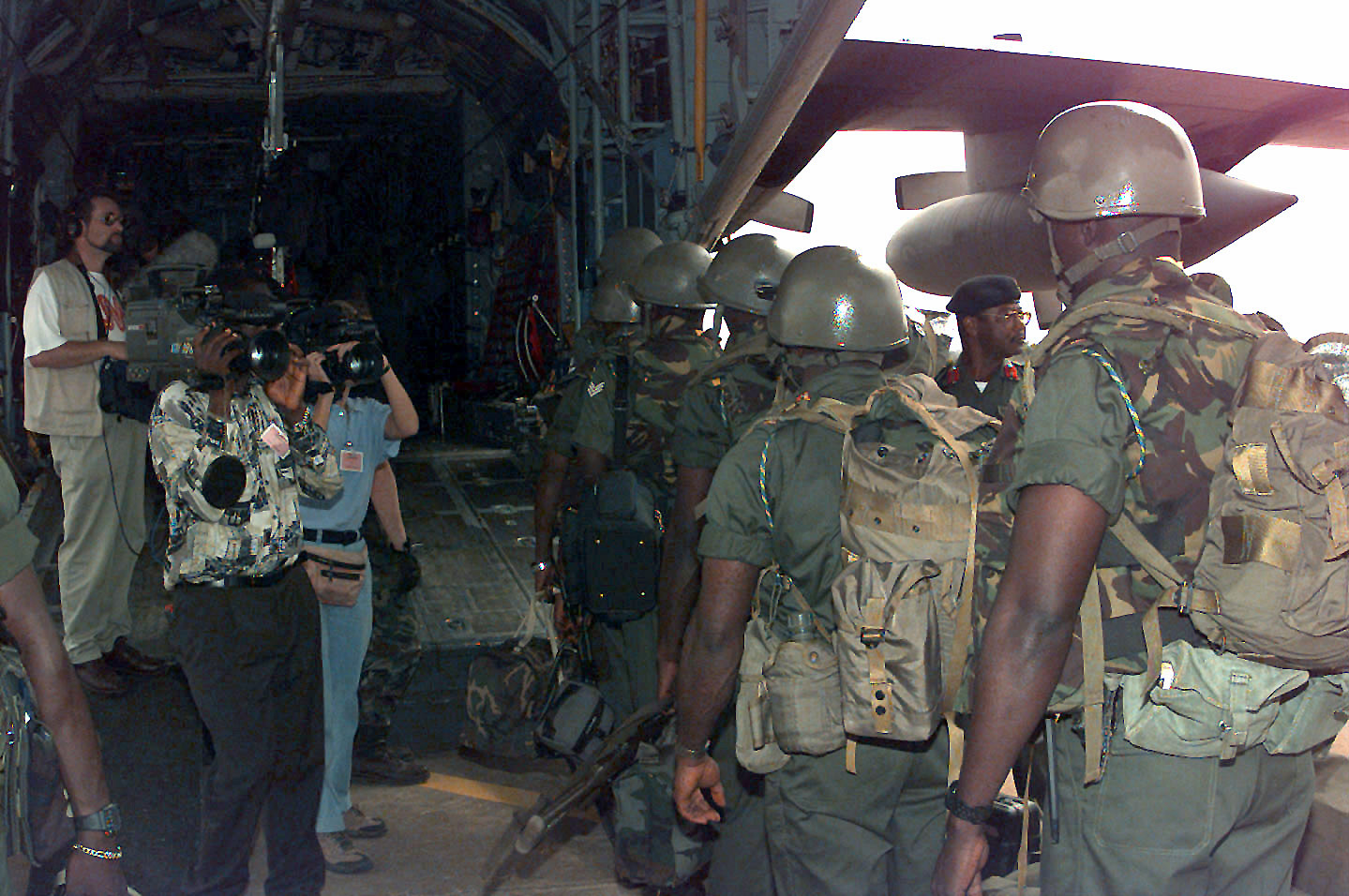
Ghanaianska ECOMOG-trupper går ombord på ett amerikanskt C-130E Hercules-plan (1997).

Economic Community of West African States Monitoring Group, eller ECOMOG, var en västafrikansk multinationell militär styrka som etablerats av Economic Community of West African States (ECOWAS). ECOMOG var ett formellt avtal mellan ett flertal arméer att samarbeta. Den enskilt största bidragsgivaren var nigeriansk militär styrka och ekonomiska resurser, med stöd från andra ECOWAS-medlemmar — Ghana, Guinea, Sierra Leone, Gambia, Liberia, Mali, Burkina Faso, Niger, med flera. ECOMOG-styrkorna användes under inbördeskriget i Sierra Leone (1997), i Guinea-Bissau (1999) samt i det andra inbördeskriget i Liberia (2001), det uppdraget gick under namnet ECOMIL.

## Befälhavare för ECOMOG
| Befälhavare                              | Placering     | År        |
| ---------------------------------------- | ------------- | --------- |
| Generalmajor Gabriel Kpamber             | Sierra Leone  | 2000      |
| Brigadgeneral Abu Ahmadu                 | Sierra Leone  | 2000      |
| General Maxwell Khobe                    | Sierra Leone  | 1999      |
| Generalmajor Felix Mujakperuo            | Sierra Leone  | 1999      |
| Brigadgeneral Abdulwane Mohamed          | Sierra Leone  | 1998      |
| Brigadgeneral G. Kwabe                   | Liberia       | 1998      |
| Brigadgeneral Abdul-One Mohammed         | Liberia       | 1998      |
| Generalmajor Timothy Shelpidi            | Guinea Bissau | 1997      |
| General Rufus kupolati                   | Liberia       | 1998      |
| Generallöjtnant Chikadibia Isaac Obiakor | Liberia       | 1996-1997 |
| Brigadgeneral Victor Malu                | Liberia       | 1992      |
| Generalmajor Joshua Dogonyaro            | Liberia       | 1991      |
| General Arnold Quainoo                   | Liberia       | 1990      |